# Gormaz
Gormaz – gmina w Hiszpanii, w prowincji Soria, w Kastylii i León, o powierzchni 15,72 km². W 2011 roku gmina liczyła 26 mieszkańców.